# Crocallis kochiaria
Crocallis kochiaria är en fjärilsart som beskrevs av Fuchs. Crocallis kochiaria ingår i släktet Crocallis och familjen mätare. Inga underarter finns listade i Catalogue of Life.